# Jamesonland
Het Jamesonland is een schiereiland in de gemeente Sermersooq en Nationaal park Noordoost-Groenland in het oosten van Groenland. Het schiereiland is onderdeel van het Scoresbyland.
In Jamesonland werd in de Flemingfjordformatie een fossiel van Eudimorphodon gevonden later hernoemd tot Arcticodactylus, en van Issi.
Aan de noordzijde van het Jamesonland ligt de militaire basis Mestersvig.

## Geografie
Het schiereiland zit in het noordwesten vast aan de Stauningalpen en heeft in het oosten een eigen schiereiland met Liverpoolland. In het zuidwesten wordt het begrensd door Hall Bredning, in het zuiden door de Scoresby Sund, in het zuidoosten door de Hurryinham, in het oosten door het Klitdal, in het noordoosten door het Carlsbergfjord en in het noorden door de Davy Sund en het Koning Oscarfjord. Tussen Jamesonland en de Stauningalpen liggen het dal van de rivier de Schuchert en het Skeldal. In het noordoosten snijden het Flemingfjord en het Nathorstfjord in het schiereiland in. In het noordoosten ligt de kaap Biot, op de plaats waar de Davy Sund begint.
Aan de overzijde van de Scoresby Sund in het zuiden ligt het Geikieplateau en aan de overzijde van Hall Bredning in het zuidwesten ligt Milneland.
Het schiereiland is grotendeels vrij van gletsjers, behalve in het noordelijk deel en op Liverpoolland.

## Transport
Toegang tot de regio heeft men met de in het zuidoosten van Jamesonland gelegen Luchthaven Nerlerit Inaat met vluchten vanaf Kulusuk en Reykjavik.